# Onze Estrelas Boa Vista

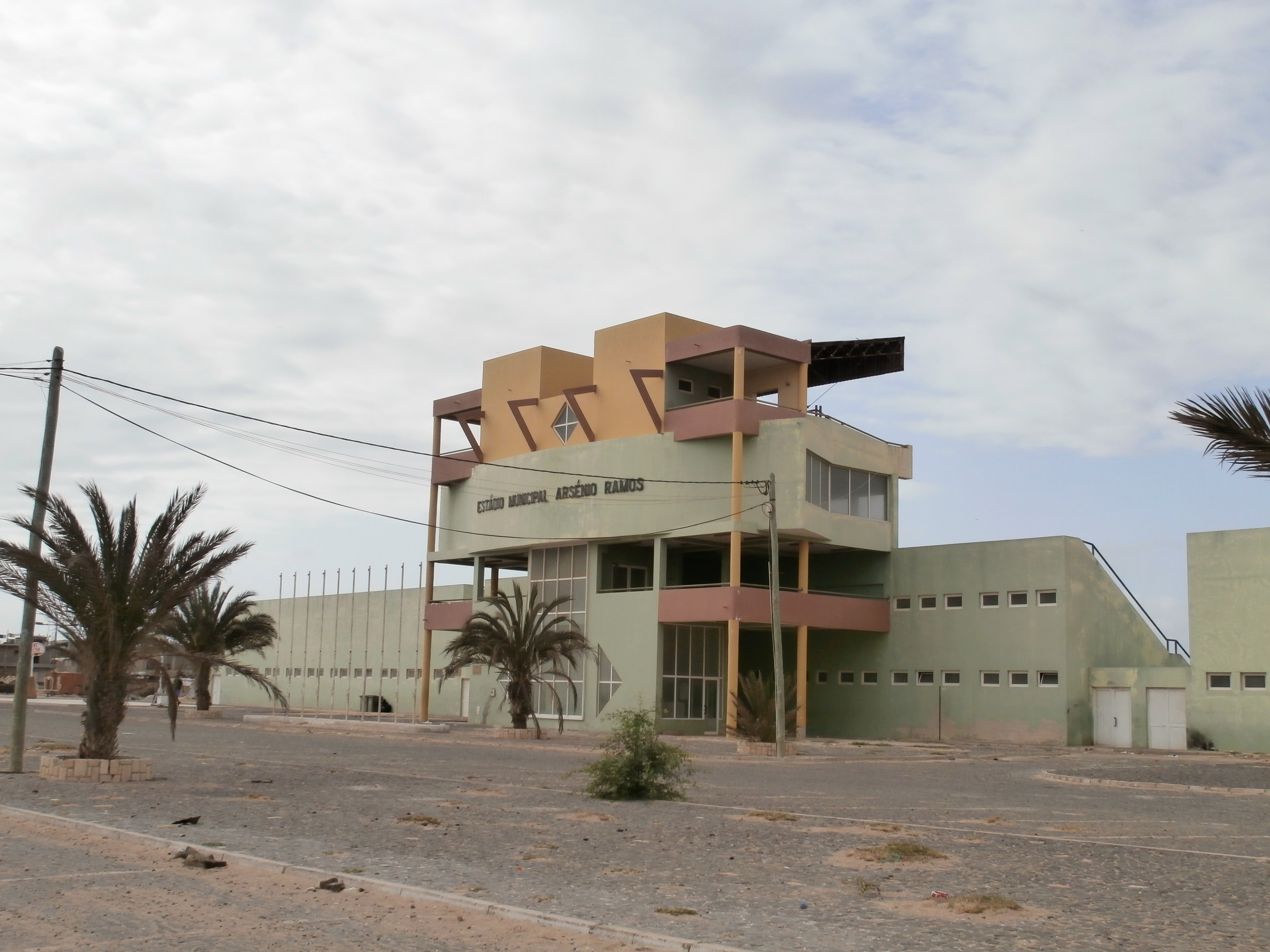
Estádio Arsénio Ramos, maison de Sporting Boa Vista

Maillots
L'Onze Estrelas Boa Vista (onze étoiles en portugais) est un club cap-verdien de football basé à Bofarreira e Sal Rei sur l'île de Boa Vista.

## Histoire
- 5 avril 1976 : Fondation du club par des jeunes du hameau d'Espingueira
- 2010 : Premier match lors du championnat de l'île de Boa Vista

## Maillots
Les couleurs du maillot sont noires et blanches pour les matchs à domicile, et bleu foncé et blanc pour les matchs visiteurs.

## Palmarès
- Championnat de l'île de Boa Vista (1) :
  - Vainqueur en 2013

- Coupe de l'île de Boa Vista (1) :
  - Vainqueur en 2014

- Super Coupe de l'île de Boa Vista (1) :
  - Vainqueur en 2016

## Bilan saison par saison

### Compétition nationale
|        | Groupe | Positions | Points | Journées | V | N | D | B.M. | B.P. | Diff. |
| 2013   | 1A     | 5         | 2 pts  | 5        | 0 | 2 | 3 | 4    | 9    | -5    |
| Total: | Total: | Total:    | 2 pts  | 5        | 0 | 2 | 3 | 4    | 9    | -5    |

### Compétition régionale
|         | Groupe | Positions | Points | Journées | V | N | D | B.M. | B.P. | Diff. |
| 2012-13 | 2      | 1         | -      | 14       | - | - | - | -    | -    | -     |
| 2013-14 | 2      | 3         | 25 pts | 14       | 8 | 1 | 5 | 22   | 13   | +9    |
| 2014-15 | 2      | 3         | 23 pts | 14       | 6 | 5 | 3 | 26   | 14   | +12   |
| 2015-16 | 2      | 3         | 24 pts | 14       | 7 | 3 | 4 | 27   | 14   | +13   |

## Statistiques
- Meilleur classement : 5e (groupe A) - nationale
- Meilleur classement aux competitions de coupes: 1a (regionale)
- Apparitions aux competition de coupe: 6
- Apparitions aux competition de super coupe: 3
- Buts marqués : 4 (nationale)
- Points engrangés : 2 (nationale)

## Présidents
- Osvaldinho Rocha (après le saison 2014-15)
- Djo Bracó (depuis 29 octobre 2015)[1]